# سيريزو دي رايو تايرون
بلدية سيريزو دي رايو تايرون (بالإسبانية: Cerezo de Río Tirón)‏, هي إحدى بلديات مقاطعة برغش, التي تقع في منطقة قشتالة وليون, والتي تقع في شمال غرب إسبانيا.
يبلغ عدد سكانها 758 نسمة وفقاً لإحصائية سنة (2002).